# Henry Dickinson
Pour les articles homonymes, voir Dickinson.
Henry Douglas Dickinson (1899-1969) est un économiste britannique qui s'est intéressé aux relations entre système politique et système économique.